# Christuskirche (Hamburg-Othmarschen)

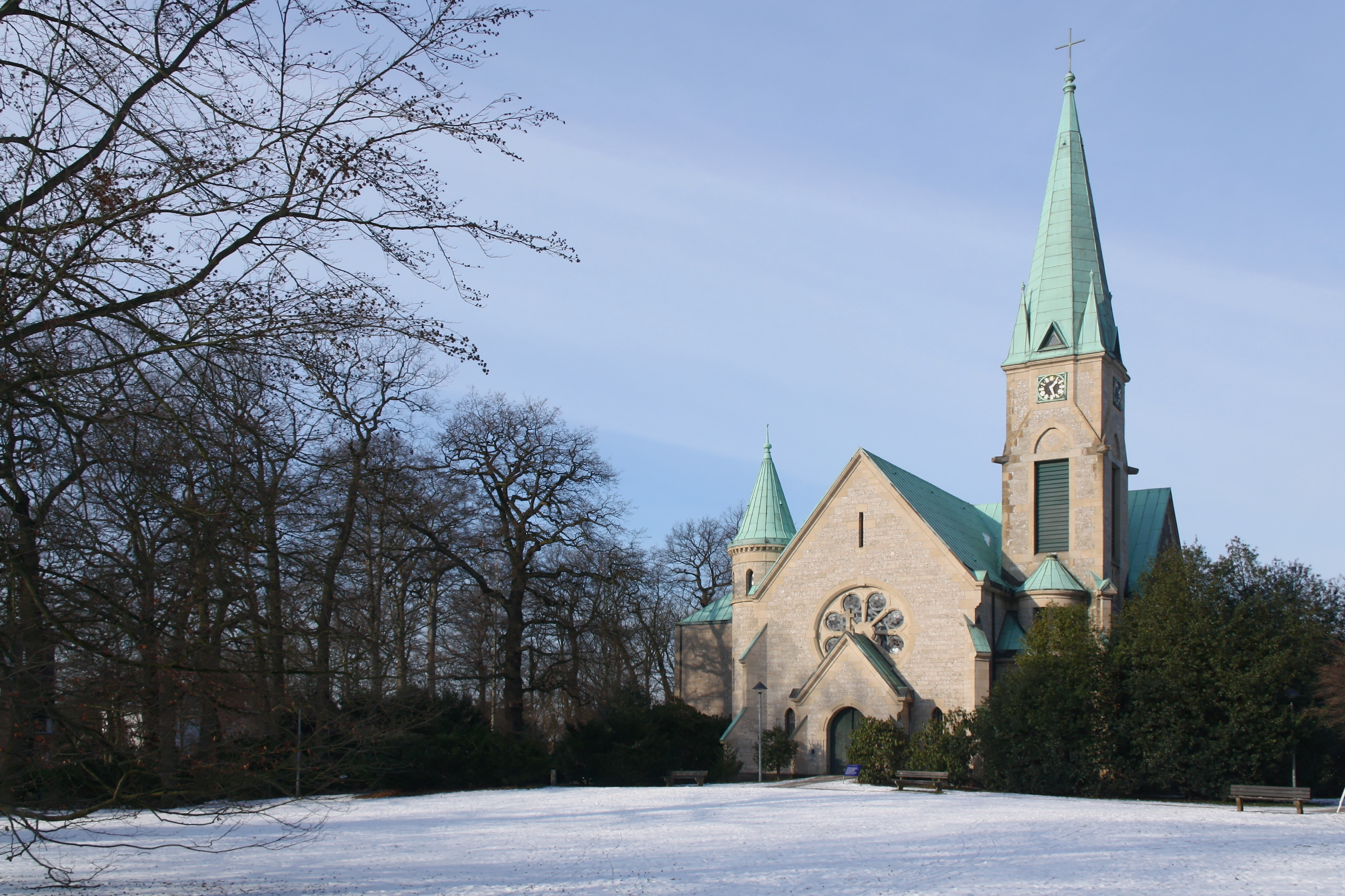
Ansicht von Süden mit Vorplatz

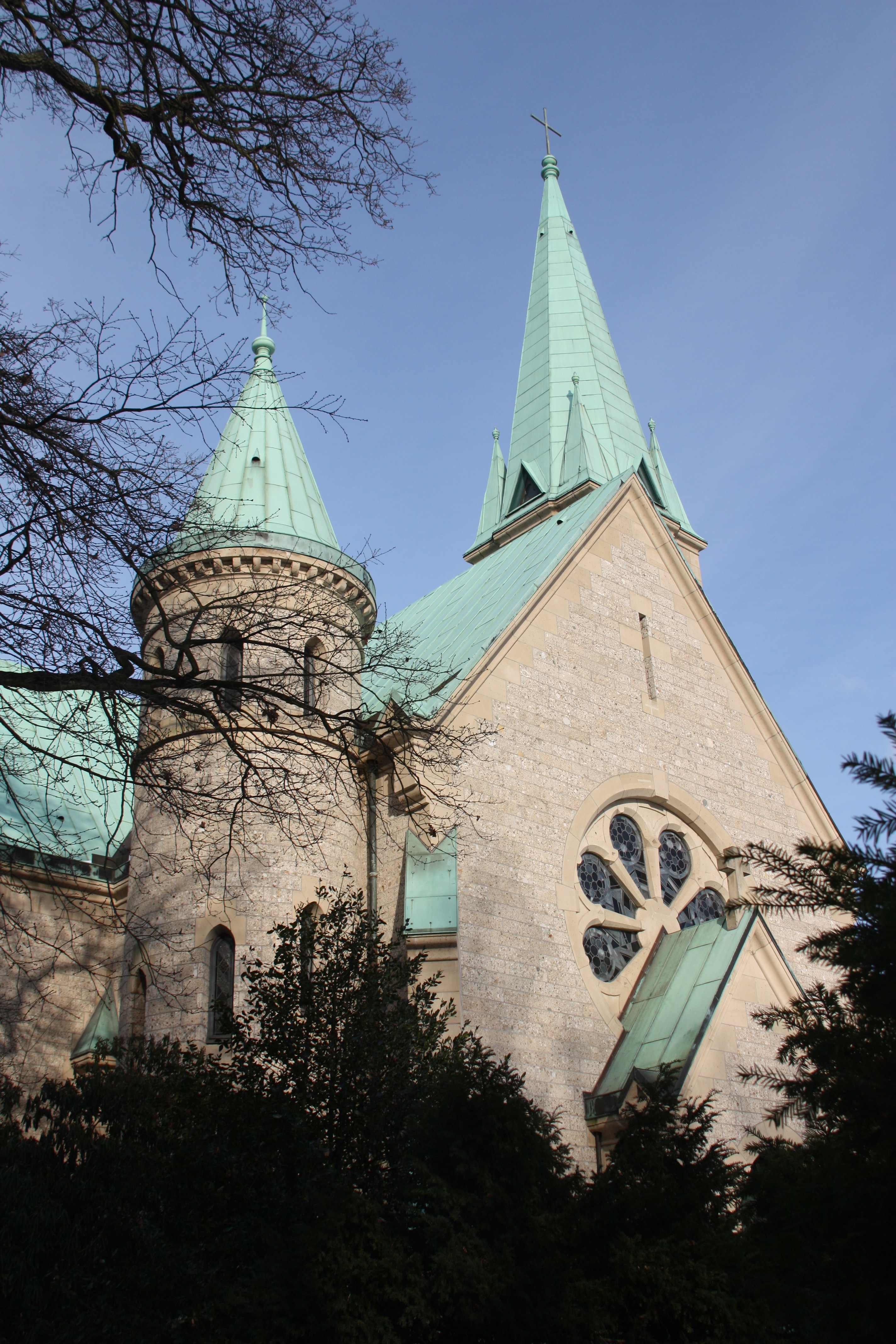
Ansicht von Südwesten

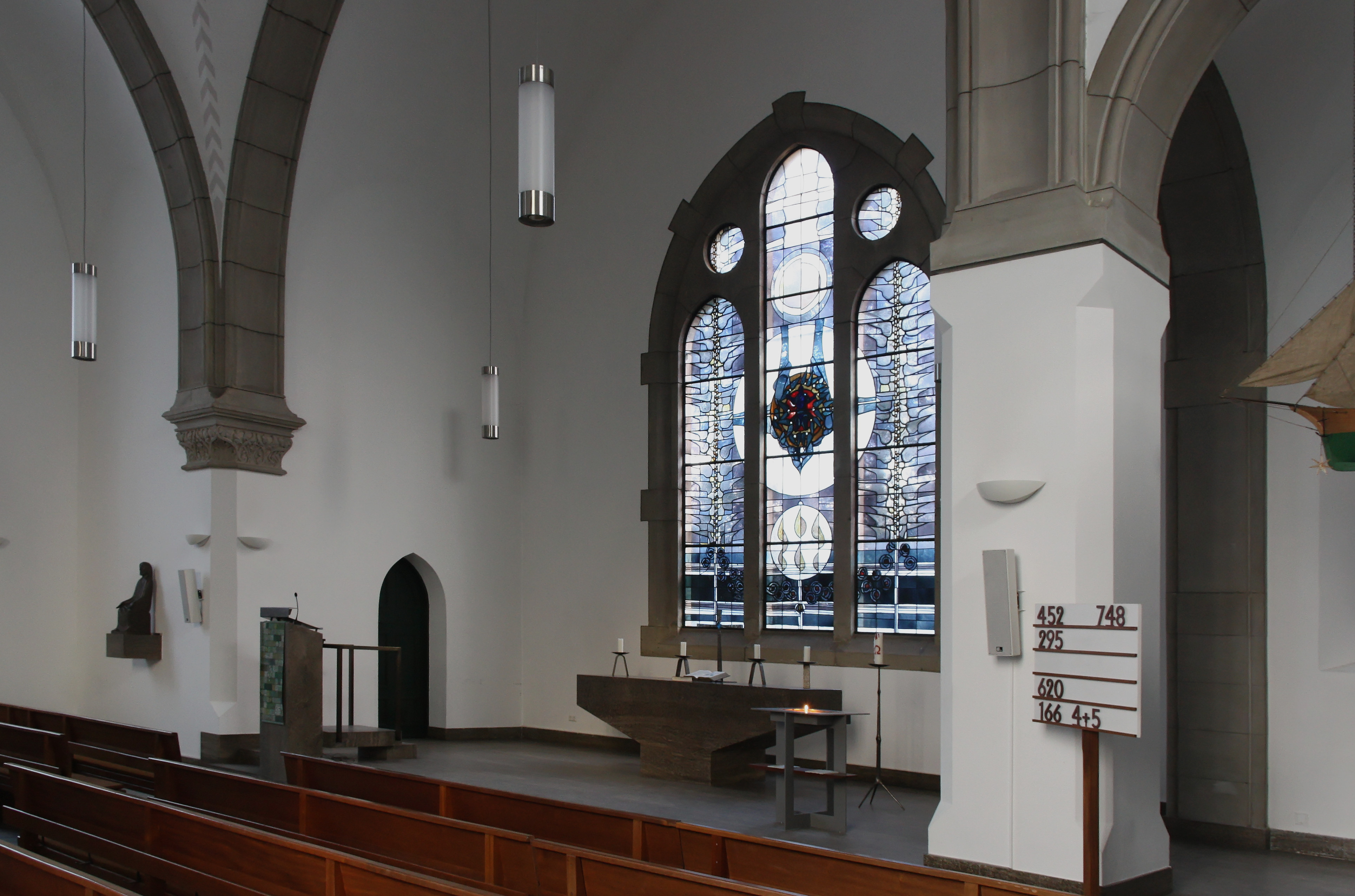
Altarraum und -fenster

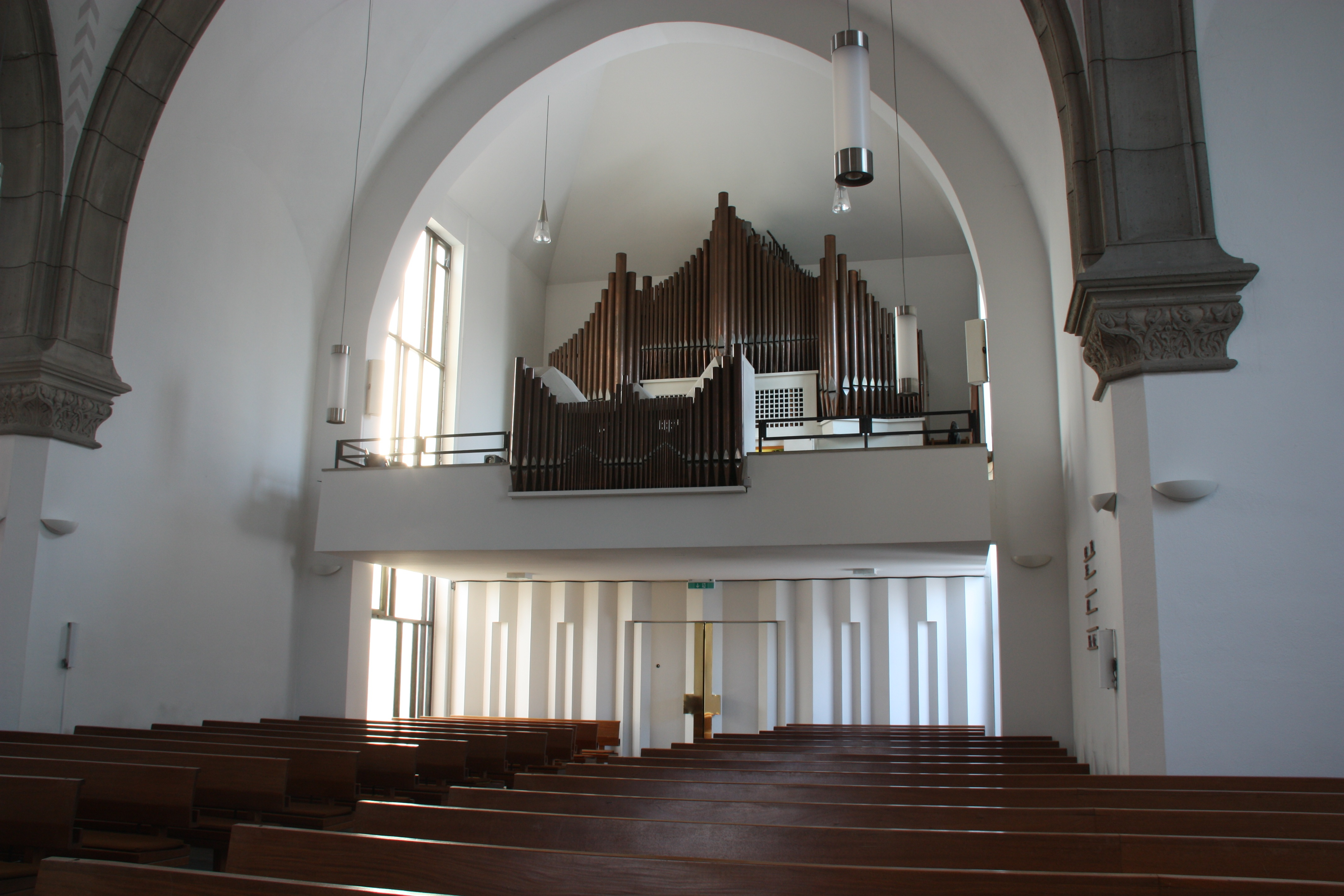
Orgelempore

Die evangelisch-lutherische Christuskirche Othmarschen ist die zentrale Kirche des Hamburger Stadtteils Othmarschen. Sie liegt an der Straße Roosens Weg am Rand einer kleinen Grünanlage in der Nähe der nördlichen Einfahrt zum Elbtunnel und damit etwas abseits vom heutigen Zentrum der Stadtteile Othmarschen und Groß Flottbek um die Waitzstraße und den S-Bahnhof Othmarschen.

## Bau der Kirche
Die Backsteinkirche wurde 1899/1900 nach Entwürfen von Albert Petersen gebaut, sie wurde von Conrad Hinrich Donner anlässlich der Genesung seiner Frau gestiftet. Der in neugotischen Formen gestaltete Kirchenbau sollte nach dem ausdrücklichen Willen des Stifters Bauelemente englischer Kirchen aufnehmen und ist bereits von reformerischen Bemühungen in der Architektur um 1900 geprägt. Bemerkenswert ist dabei die Verwendung von Tuffstein, Lava und Schiefer, wodurch sich die Kirche von vielen anderen Kirchenbauten der gleichen Zeit in Hamburg unterscheidet. Ein weiteres ungewöhnliches Baumerkmal ist die Verbindung der Kirche mit dem Pastorat und dem Gemeindesaal zu einem Gruppenbau, was die Orientierung an britischen und nordamerikanischen Vorbildern zeigt. Der Grundriss entspricht dem zur Bauzeit verbreiteten Muster eines griechischen Kreuzes.
In den 1950er Jahren wurde die Kirche nach Plänen von Jürgen Elingius um das Gemeindezentrum erweitert. 1969 ist der gesamte Innenraum renoviert, an der Westseite ein Eingangsvorbau angefügt und der Altar von der Nord- an die Ostwand versetzt worden.

## Innenausstattung
Der Innenraum ist seit der letzten Renovierung im Jahr 2009 hell gestrichen, wodurch die von Hans Gottfried von Stockhausen in kühlen Farben gestalteten Fenster besonders hervortreten. In warmen Farben ist einzig der Christus als Weltenrichter im Altarfenster dargestellt. Auf dem Altar befindet sich eine Altarbibel die mit dem Bau der Kirche gestiftet wurde und ein Altarkreuz aus den Werkstätten von Taizé.
Sehenswert ist auch ein Abguss der Bronzeskulptur Lehrender Jesus von Ernst Barlach der 1953 von Hermann Reemtsma der Kirche gestiftet wurde.

## Glocken
Die Kirche erhielt 1950 zu ihrem 50-jährigen Jubiläum vier neue Glocken, die ebenfalls eine Stiftung Hermann Reemtsmas sind.

## Orgel
Mit der Beckerath-Orgel von 1936 steht der Kirche ein bedeutsames Instrument mit orgelbaulich namhafter Tradition zur Verfügung. Das Instrument entwarf Rudolf von Beckerath noch während er in Hamburg als freiberuflicher Sachberater für Orgelbau tätig war. Es zeigt bereits deutlich die für seinen Erbauer typische Klang-Charakteristik. Finanziert und gestiftet von der Hamburger Unternehmerfamilie Reemtsma konnte es unter Beckeraths Leitung von der Firma Sauer aus Frankfurt/Oder gebaut werden.
Eine umfangreiche Überholung im Jahr 2004 ließ das Klangbild bewusst unberührt, so dass die Orgel als Zeugnis der Orgelbaugeschichte des frühen 20. Jahrhunderts gelten kann. Die Orgel wird heute regelmäßig für Konzertreihen eingesetzt, ihre Disposition lautet:
| I Rückpositiv C–g3 |                 |       |
| 1.                 | Gedackt         | 8′    |
| 2.                 | Rohrflöte       | 4′    |
| 3.                 | Ital. Prinzipal | 2′    |
| 4.                 | Quinte          | 1 ⁄3′ |
| 5.                 | Sesquialtera II |       |
| 6.                 | Scharf IV       |       |
| 7.                 | Krummhorn       | 8′    |
|                    | Tremulant       |       |

| II Hauptwerk C–g3 |            |     |
| 8.                | Quintadena | 16′ |
| 9.                | Prinzipal  | 8′  |
| 10.               | Spitzflöte | 8′  |
| 11.               | Oktave     | 4′  |
| 12.               | Oktave     | 2′  |
| 13.               | Mixtur V   |     |
| 14.               | Trompete   | 8′  |

| III Oberwerk C–g3 |            |        |
| 15.               | Rohrflöte  | 8′     |
| 16.               | Gemshorn   | 4′     |
| 17.               | Blockflöte | 2′     |
| 18.               | Nasat      | 2 ⁄3′  |
| 19.               | Terz       | 1 3⁄5′ |
| 20.               | Zimbel III |        |
| 21.               | Dulcian    | 16′    |
| 22.               | Bärpfeife  | 8′     |
|                   | Tremulant  |        |

| Pedal C–f1 |                 |     |
| 23.        | Subbaß          | 16′ |
| 24.        | Prinzipal       | 8′  |
| 25.        | Oktave          | 4′  |
| 26.        | Nachthorn       | 2′  |
| 27.        | Rauschpfeife II |     |
| 28.        | Mixtur IV       |     |
| 29.        | Zink            | 4′  |
| 30.        | Posaune         | 16′ |

- Zimbelstern
- Koppeln: II/P, III/P, I/P, III/II, I/II
- Spielhilfen: Setzeranlage mit 4000 Kombinationen

## Fotografien und Karte
Koordinaten: 53° 33′ 12,2″ N, 9° 53′ 33,4″ O

Kirche im Jahr 1903
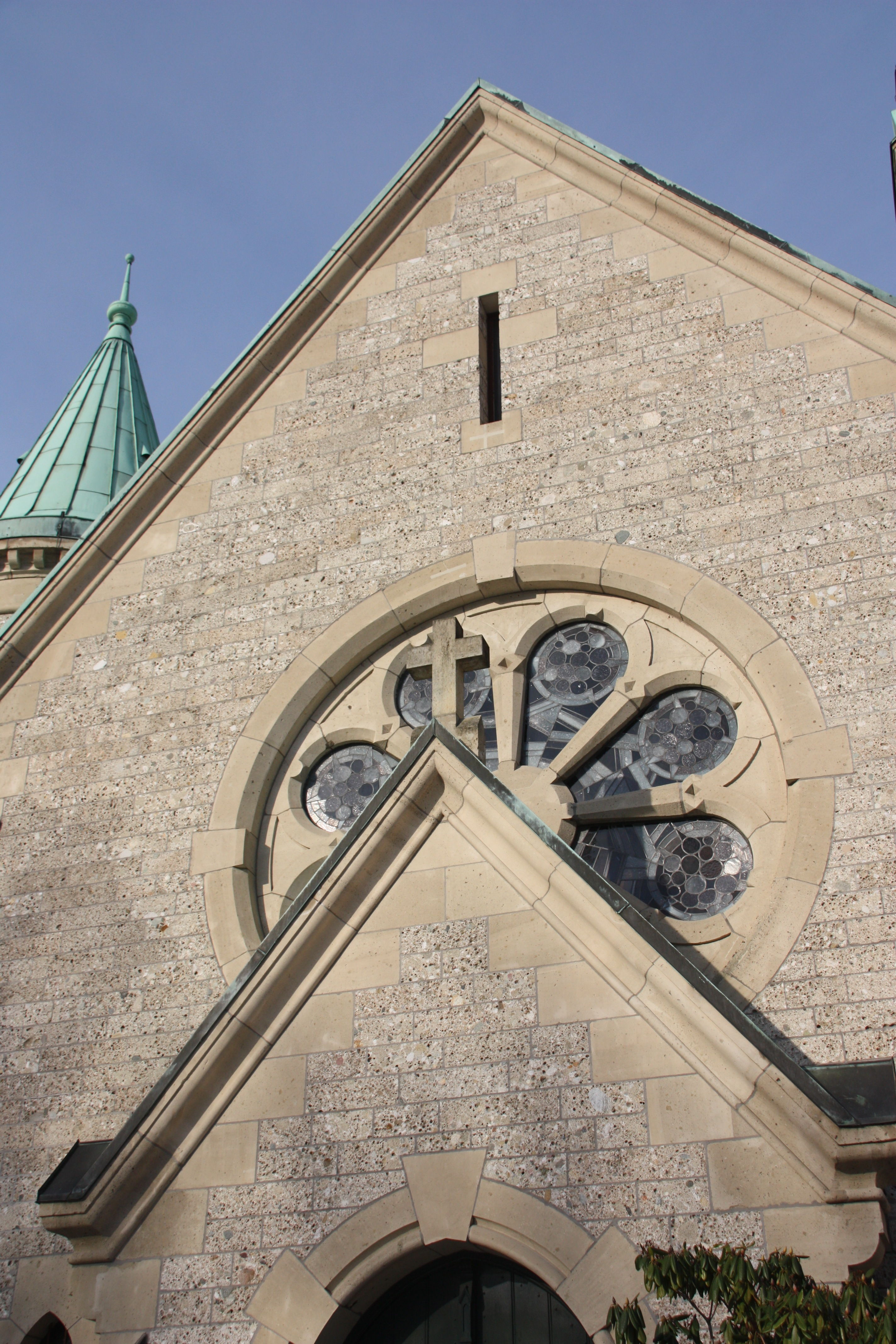
Fensterrosette
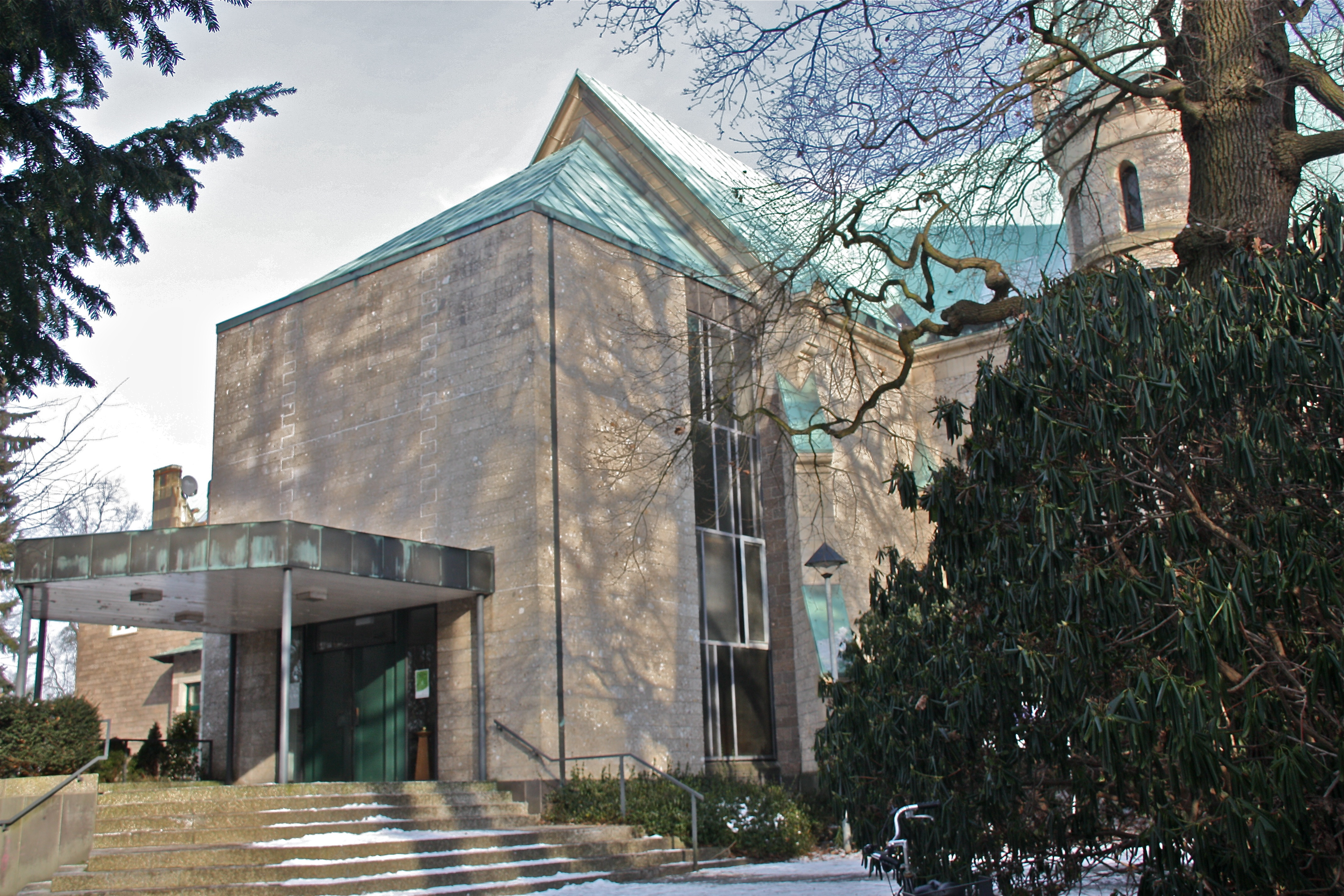
Neuer Anbau von 1969
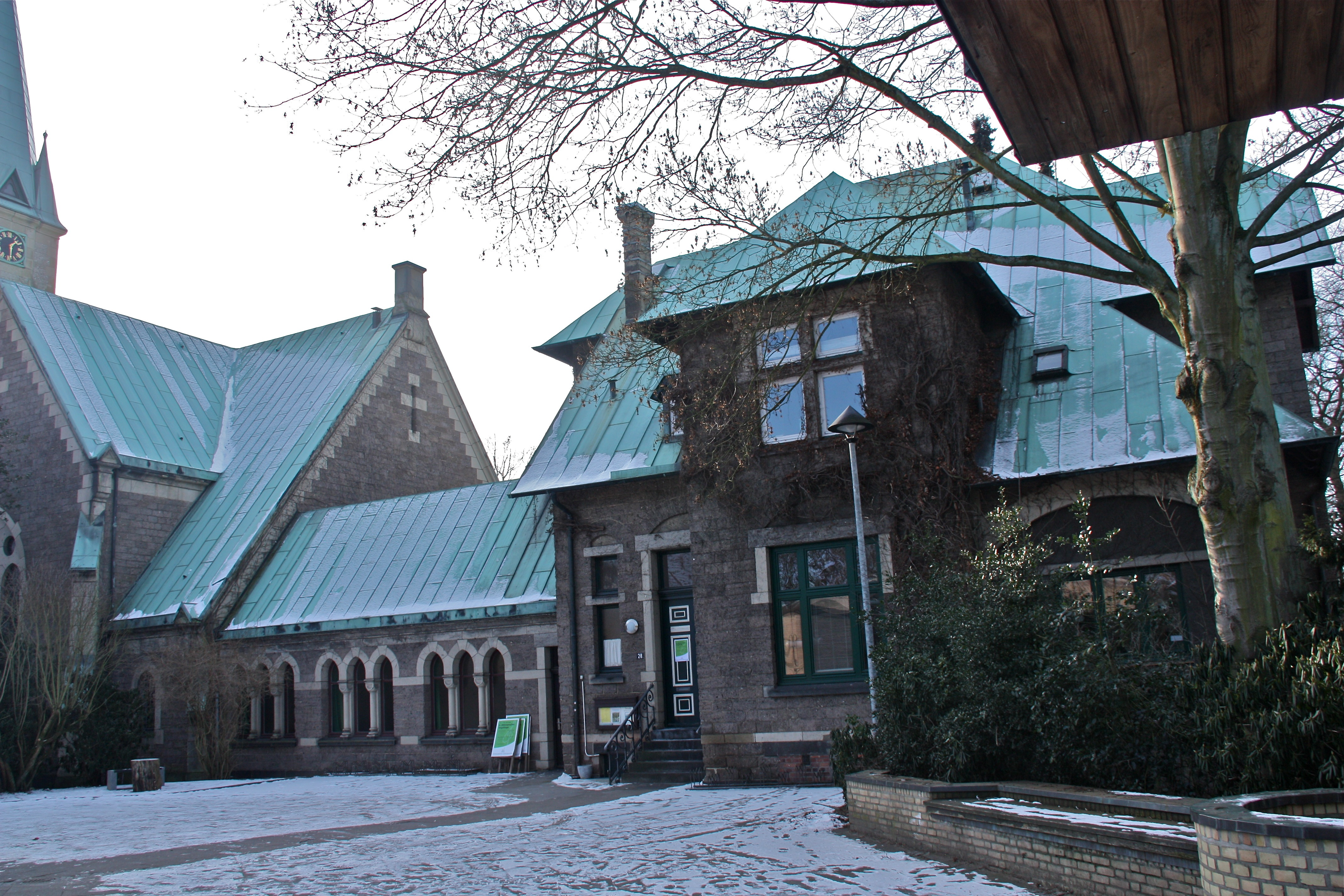
Pastorat
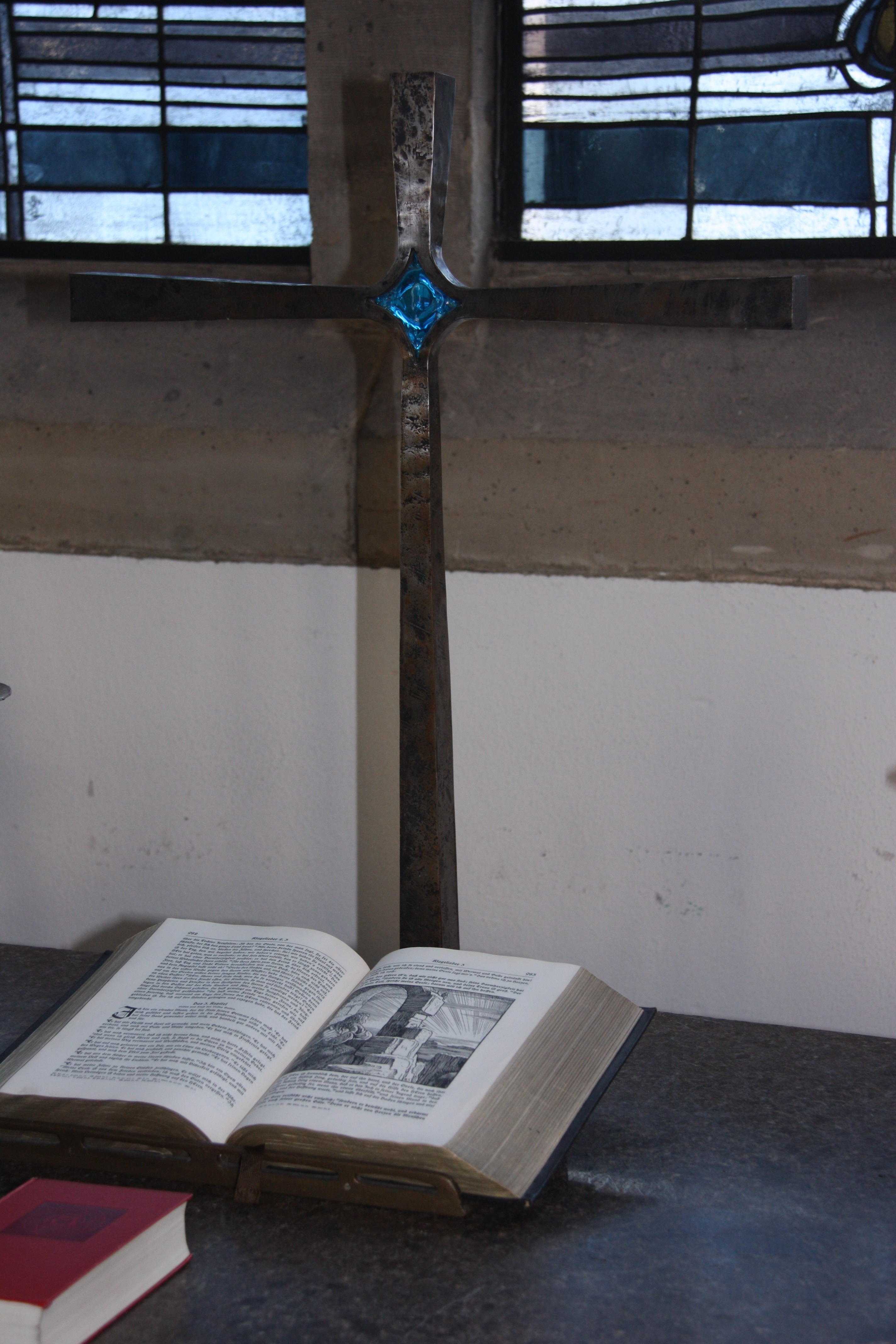
Altarkreuz und Bibel
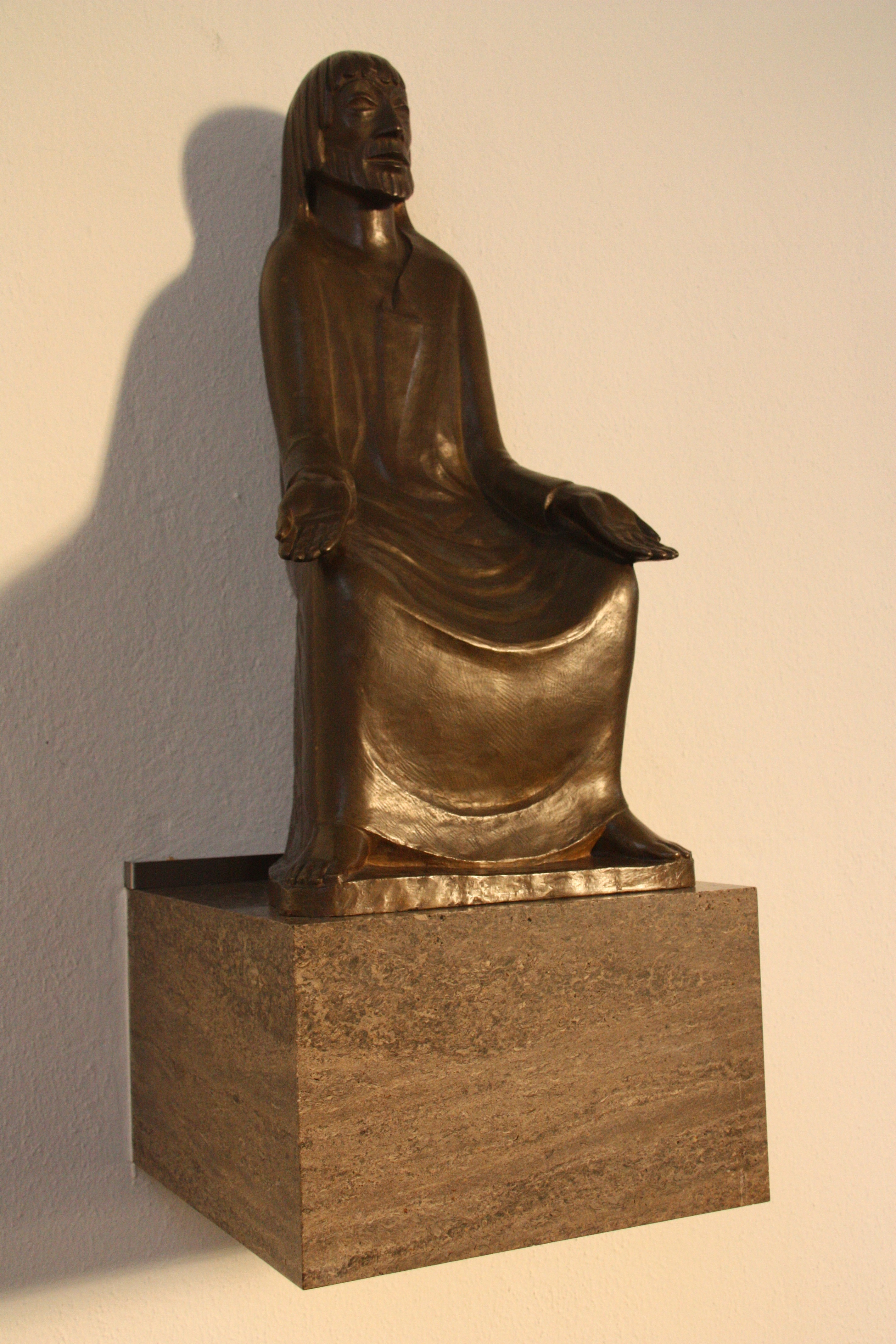
Skulptur Lehrender Jesus